# 第32回ロサンゼルス映画批評家協会賞
第32回ロサンゼルス映画批評家協会賞は、ロサンゼルス映画批評家協会によって2006年の映画に贈られた映画賞である。

## 受賞
- 主演男優賞: 
  - サシャ・バロン・コーエン – 『ボラット 栄光ナル国家カザフスタンのためのアメリカ文化学習』
  - フォレスト・ウィテカー – 『ラストキング・オブ・スコットランド』

- 主演女優賞:
  - ヘレン・ミレン – 『クィーン』

- アニメ映画賞:
  - 『ハッピー フィート』

- 撮影賞:
  - エマニュエル・ルベツキ - 『トゥモロー・ワールド』

- 監督賞: 
  - ポール・グリーングラス - 『ユナイテッド93』

- ドキュメンタリー賞: 
  - 『不都合な真実』

- 作品賞:
  - 『硫黄島からの手紙』

- 外国映画賞:
  - 『善き人のためのソナタ』 ( ドイツ)

- 音楽賞: 
  - アレクサンドル・デプラ - 『クィーン』、The Painted Veil

- 美術賞:
  - エウヘニオ・カバイェーロ - 『パンズ・ラビリンス』

- 脚本賞:
  - ピーター・モーガン - 『クィーン』

- 助演男優賞: 
  - マイケル・シーン - 『クィーン』

- 助演女優賞: 
  - ルミニツァ・ゲオルジウ - 『ラザレスク氏の最期』

- 生涯功労賞: 
  - ロバート・マリガン

- ニュー・ジェネレーション賞:
  - ジョナサン・デイトン、ヴァレリー・ファリス、マイケル・アーント - 『リトル・ミス・サンシャイン』

- 特別表彰: 
  - ジャン＝ピエール・メルヴィルの1969年の映画『影の軍隊』がアメリカで初公開されたことに対して
  - ジョナス・メカスの功績を讃えて